# Akita Shoten

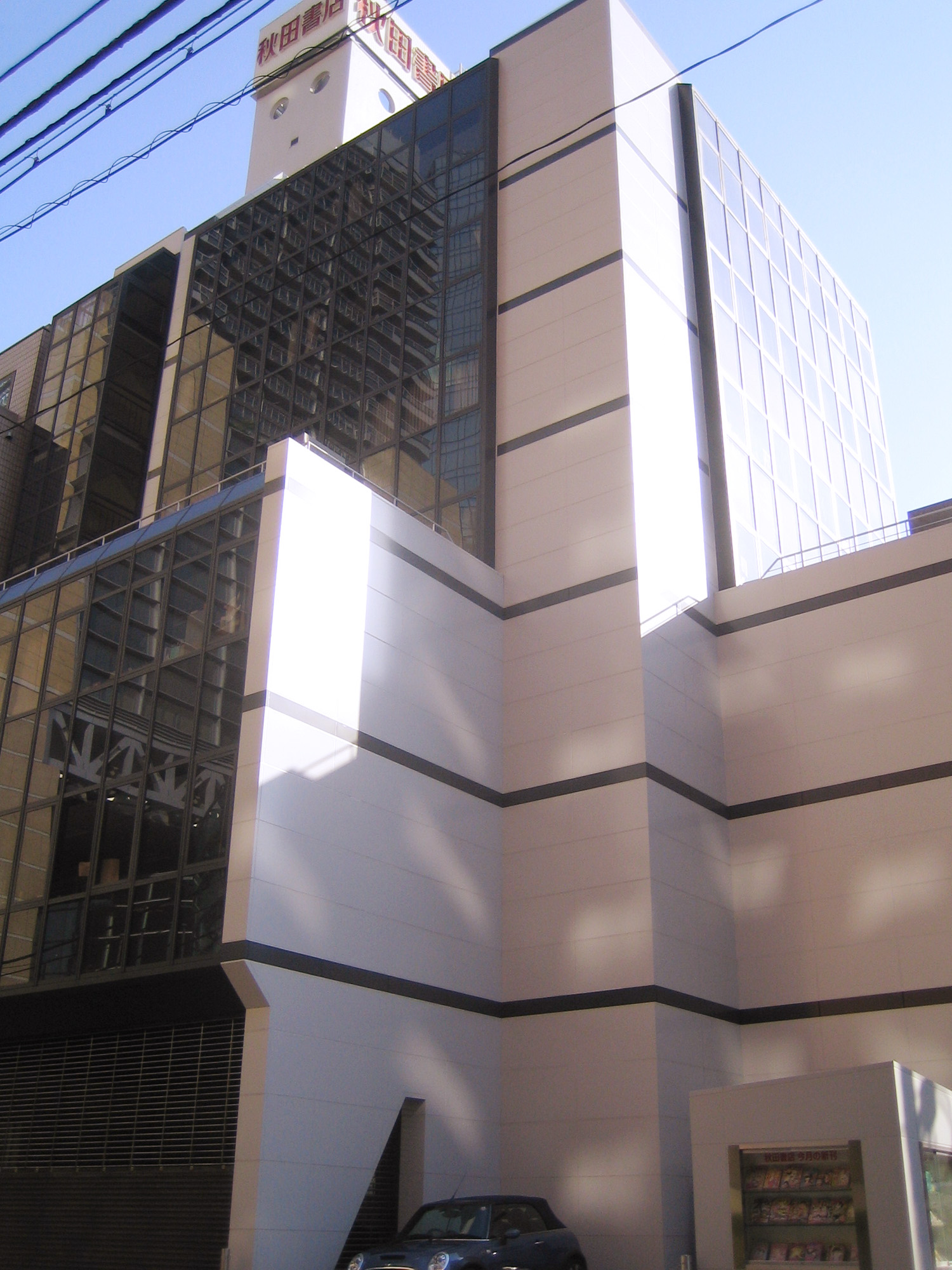
Akita Shoten à Chiyoda, Tokyo

Pour les articles homonymes, voir Akita (homonymie).
Akita Shoten (秋田書店), officiellement Akita Publishing Co., Ltd. (株式会社秋田書店, Kabushiki-gaisha Akita Shoten), est une maison d'édition japonaise. Créée le 10 août 1948 par Teio Akita (1909-1996), Akita Shoten publie d'abord des livres pour enfants, et à présent des mangas. Son chiffre d'affaires s'élève à 13 milliards de yens (± 93,42 millions d'euros) et son effectif éditorial est de 130 personnes en 2022.

## Historique
Après avoir travaillé chez Shogakukan puis Asashi Shimbun, Teio Akita (ja) installe l'entreprise en août 1948 dans l'immeuble de l'éditeur Jiyu Kokuminsha en louant le deuxième étage. En janvier 1949, l'entreprise commence à publier le premier numéro du magazine Boys and Girls Adventure King. Le magazine change de nom en 1956 et s'appelle Bōken Ō.
En juillet 1966, Akita Shoten débute l'édition Sunday Comics en éditant leurs séries mais aussi celles d'autres éditeurs.
En avril 1968, le magazine seinen Play Comic commence sa publication.
En juillet 1969, le Weekly Shonen Champion démarre, puis en mars 1970, c'est au tour du Monthly Shonen Champion. 
En mars 1973, le siège social déménage à Chiyoda.
En décembre 1974, le magazine shojo Princess commence sa parution. Des séries comme Akuma no Hanayome de Etsuko Ikeda et Yuuho Ashibe, ou encore Eroica Yori Ai wo Komete de Yasuko Aoike (en) et Ouke no Monshou de Hosokawa Chieko y sont publiées successivement en 1974 et 1976. La dernière étant toujours en cours de prépublication en 2023. Puis en 1979, une édition spéciale du magazine débute, nommée Princess Gold.
En 1980, Teio Akita cède sa place de président à son fils Sadami Akita (1936-2020).
En 1983, le magazine Bōken Ō devient un magazine traitant des anime jusqu'à l'arrêt du magazine en 1984.
En juillet 1984 est lancé le premier magazine josei, Elegance Eve.
En décembre 1986, le magazine josei For Mrs., débute, ainsi que son supplément, For Mrs. Special, en août 1994.
En mars 1988, le magazine seinen Young Champion débute, et en mai 1988 paraît le premier numéro du magazine shojo Mystery Bonita.
L'édition bunko d'Akita Shoten démarre en juillet 1993 avec Black Jack d'Osamu Tezuka comme première série.
En décembre 1999, le magazine josei Comic Miu débute. Ce magazine va s'appeler en 2004 Renai Yomikiri MAX, puis en 2006 Renai LoveMAX.
En mars 2002, le magazine shojo Petit Princess, le supplément de Princess Gold, commence sa publication. Puis en août 2002 débute le magazine shonen Champion RED.
En 2006 commence Cherry Pink, le supplément du magazine josei For Mrs.. En juin 2006, Young Champion Retsu, puis en décembre 2006, Champion RED Ichigo, des magazines seinen sont lancés. 
En 2007, le magazine Cherry Pink est renommé Renai Cherry Pink.
En juin 2012, le magazine shonen Bessatsu Shonen Champion est lancé.
Le 17 octobre 2012 commence Uchuu Keiji Gavan - Kuroki Eiyuu, l'adaptation en manga du film X-Or le film qui devient le premier manga numérique d'Akita Shoten,.
De 2012 à 2014, Elegance Eve a eu un supplément intitulé Motto!. Des séries type josei, shonen et seinen y ont été publiées.
En 2013, l'application numérique Champion Tap! est lancée avec des séries shonen, seinen et d'autres types qui vont suivre. Puis en 2014 débute l'application pour le magazine seinen Champion Cross.
En juillet 2014, Play Comic est arrêté, et Seiyuu Paradise R est publié par Akita Shoten comme édition spéciale du magazine Young Champion, ses anciens éditeurs étant Mirion Shuppan de 2010 à 2013, puis Media Boy de 2013 à 2014. Le titre est vendu sous forme de magazine de 2014 à 2015 puis de 2015 à 2022, année de sa fin de parution, il est publié en bunko.
En août 2014, le Champion RED Ichigo est arrêté. Puis en septembre 2014, le mensuel seinen Bessatsu Young Champion commence sa parution.
En 2015, le magazine Champion RED devient un magazine seinen, et le magazine Renai Cherry Pink devient le supplément du magazine josei Elegance Eve.
À partir de 2016, Akita Shoten multiplie les magazines numériques. En mars 2016 commence la première publication en version numérique du magazine Weekly Shonen Champion . Puis d'autres magazines vont suivre comme Young Champion, Champion RED, Monthly Princess et Elegance Eve. En juin 2016, le magazine Petit Princess est devenu un magazine uniquement numérique.
Toujours en 2016, Takahashi Hirokazu devient le nouveau président d'Akita Shoten.
L'entreprise va ensuite créer des magazines seulement disponibles en version numérique, comme en juin 2017 avec le magazine Kachi COMI, qui devient par ailleurs leur premier magazine yaoi. Puis en octobre 2018, le magazine josei Souffle et en décembre 2019 Dokodemo Young Champion, un magazine seinen, sont eux aussi uniquement disponibles en version numérique.
En juillet 2018, l'application Manga Cross est créée. Les séries des magazines Champion Tap! et Champion Cross y sont transférées.
En 2020, la commercialisation du magazine Princess Gold est arrêtée après 40 ans de parution. La majorité des séries sont transférées dans le magazine en ligne Petit Princess.
Depuis 2020, le président est Shigeru Higuchi.

## Magazines
Magazines classés par ordre alphabétique.

### En cours de commercialisation version papier et numérique

#### Shonen
- Bessatsu Shōnen Champion (別冊少年チャンピオン?) - vendu le 12 de chaque mois
- Monthly Shōnen Champion (月刊少年チャンピオン?) - vendu le 6 de chaque mois
- Weekly Shōnen Champion (週刊少年チャンピオン, Shūkan Shōnen Champion?) - vendu chaque jeudi

#### Seinen
- Bessatsu Young Champion (別冊ヤングチャンピオン?) - vendu le 1er mardi de chaque mois
- Champion RED (チャンピオンRED?) - vendu le 19 de chaque mois
- Young Champion (ヤングチャンピオン?) - vendu le 2e et 4e mardi de chaque mois
- Young Champion Restu (ヤングチャンピオン烈?) - vendu le 3e mardi de chaque mois

#### Shojo
- Monthly Princess (プリンセス?) - vendu le 6 de chaque mois
- Mystery Bonita (ミステリーボニータ?) - vendu le 6 de chaque mois

#### Josei
- COMIC MIU (1999-2003) ⇒ Renai Yomikiri MAX (恋愛よみきりMAX?) (2004-2006) ⇒ Renai Love MAX (恋愛LoveMAX?) - vendu le 6 de chaque mois impair
- Elegance Eve (Eleganceイブ?) - vendu le 26 de chaque mois
- For Mrs. (フォアミセス?) - vendu le 3 de chaque mois
- For Mrs.Special (For Mrs.スペシャル?) - janvier, avril, juillet, octobre et le 19
- Cherry Pink (チェリーピンク?) (2006) ⇒ changement de nom Renai Cherry Pink (恋愛チェリーピンク?) - vendu le 6 de chaque mois pair

### En ligne uniquement

#### Applications avec différents types de séries
- Champion Tap! (Champion タップ!?) - tous les jeudis, transféré à partir de 2018 sur Manga Cross
- Manga Cross (マンガクロス?) (une application qui a notamment Champion Tap! et Champion Cross depuis 2018) - tous les mardis et jeudis

- Nikkan Gecchan (日刊月チャン?)

#### Seinen
- Champion Cross (チャンピオンクロス?) - tous les mardis, transféré à partir de 2018 sur l'application Manga Cross
- Dokodemo Young Champion (どこでもヤングチャンピオン?) - 4e mardi du mois

#### Shojo
- Petit Princess (プチプリンセス?) - le 1er de chaque mois (existe depuis 2002 en version papier, puis uniquement en version numérique depuis 2016)

#### Josei
- Souffle - hebdomadaire, du lundi au vendredi[8]

#### Yaoi
- Kachi COMI (カチCOMI?) - chaque mois

### Commercialisation arrêtée

#### Shonen
- Boys and Girls Adventure King (少年少女冐險王?) 1949 ⇒ changement de nom Bōken Ō (冒険王?) 1956 ⇒ changement de nom TV Anime Magazine (TVアニメマガジン?) 1983-1984 - arrêtée
- Champion Jack (チャンピオンJack?) - 1995-1997 - arrêtée
- Manga Ō (漫画王?) 1952 ⇒ changement de nom Manga Ō (まんが王?) 1960 ⇒ changement de nom Shōgakusei Gahō (小学生画報?) 1961 ⇒ changement de nom Manga Ō (まんが王?) 1961-1971 - arrêtée

#### Seinen
- Champion JACK (チャンピオンJACK?) - 1995-1997 - arrêtée
- Champion RED Ichigo (チャンピオンRED いちご?) - 2006-2014 - arrêtée
- GOLF Comic (ゴルフコミック?) - 1984-2017 - arrêtée
- Grand Champion (グランドチャンピオン?) - 1992-1994 - arrêtée
- Play Comic (プレイコミック?) - 1968-2014 - arrêtée
- Top Comic (トップコミック?) - 1972-? - arrêtée

#### Shojo
- Bessatsu Viva Princess (別冊ビバプリンセス?) 1976 ⇒ changement de nom Viva Princess (ビバプリンセス?) 1986-1990 ⇒ Bessatsu Princess (別冊プリンセス?) 1990-1994 - arrêtée
- Bonita (ボニータ?) supplément de Monthly Princess dans les années 1970, et publication mensuel indépendante ensuite - 1981-1996 - arrêtée
- BONITA Eve - 1983-1992 - arrêtée
- Candle (キャンドル?) - 1985-1989 - arrêtée
- Deluxe Bonita (デラックスボニータ?) - 1982-? - arrêtée
- Fushigi Mysterious (不思議ミステリー?) 1991-1992 ⇒ Mystery Express (ミステリーエクスプレス?) 1992-1994 - arrêtée

- Hitomi (ひとみ?) - 1958-1961 puis un nouveau avec le même nom - 1978-1991 - arrêtée
- Hitomi CC Mystery (ひとみCCミステリー?) 1986-1990 ⇒ Hitomi Comic Collection Mystery (ひとみコミックコレクションミステリー?) 1990-? - arrêtée
- Hitomi Deluxe (ひとみdeluxe?) 1979-1987 ⇒ Hitomi DX (ひとみDX?) - 1988-1990 - arrêtée
- Kirara 16 (きらら16?) - 1996-1997 - arrêtée
- Let's BONITA (レッツBONITA?) - 1983-? - arrêtée
- Princess GOLD (プリンセスGOLD?) - 1979-2018 version papier, puis 2018-2020 en version numérique - arrêtée
- Suspiria (サスペリア?) 1987 ⇒ changement de nom Suspiria Mystery (サスペリアミステリー?) - 2001-2012 - arrêtée

#### Josei
- Candle (キャンドル?) - 1985-1989 - arrêtée
- Chibi MAX (ちびMAX?) supplément successivement d'Elegance Eve en 2004, For Mrs. en 2004-2005 et Suspiria Mystery en 2005-2006 - arrêtée
- Collet Mystery (colletミステリー?) - 1994-2004 - arrêtée
- Colette Pure (コレットPure?) - 1987-1996 - arrêtée
- Desir (デジール?) supplément de Hitomi à partir de 1978, puis en 1985 publication indépendante ⇒ changement de nom Desir SP (デジールSP?) - 2007-2009 - arrêtée
- Eve special for Mrs. - 1986-1994 - arrêtée
- Motto! (もっと!?) supplément d'Elegance Eve - 2012-2014 - arrêtée

#### Anime
- My anime (マイアニメ?) - 1981-1986 - arrêtée

- Seiyu Paradise R (声優パラダイスR?) - 2014-2022 - arrêtée

#### Jeux vidéos
- Famicom Champion (ファミコンチャンピオン?) - 1986-1989 - arrêtée

#### Voyage
- History and Travel (歴史と旅?) - 1974-2003 - arrêtée

## Liste des mangas publiés par Akita Shoten
Mangas classés par date de publication.
- Dokaben (1972-1981)
- Blackjack (1973-1983)
- Eroica Yori Ai wo Komete (1976-2012)
- Ouke no Monshou (1976 - En cours)
- Capitaine Albator (1977-1979), Capitaine Albator dimension voyage (2015-2019)
- Crystal Dragon (1981 - En cours)
- Vampire Princess Miyu (1988-2002), Vampire Princess Yui (1990-1995), Princesse Vampire Miyu : La Nouvelle Saison (1992-1994), Vampire Princess Yui: Kanonshou (2002-2005), Vampire Miyu : Saku (2017-2021), Vampire Princess Yui : Final Chapter (2017-2018)
- My Code Name is Charmer (1990-1997)
- Grappler Baki (1991-1999), Baki (1999-2005), Hanma Baki (2005-2012), Baki-Dou (2014-2018), Baki Dou (2018 - En cours)
- Urayasu Tekkin Kazoku (1993-2002)
- Canon (1994-1996)
- Dahlia, le Vampire (1996-2004), China Blue Jasmine (2005)
- The Wanderer (1996-1997)
- Ruby Blood (2005)
- Ten no Shinwa Chi no Eien (2005)
- The Qwaser of Stigmata (2006-2016)
- Prisonnier Riku (2011-2018)
- Sugarless (2011-2013)
- Zombie Cherry (manga) (2012-2016)
- Beastars (2016-2020)
- Miracle Nikki (2017-2019)
- Akuma Gakkou ni Kayou Ochikobore Saikyou Seijo ga Konoyo no Seigi wo Zen Hitei (2021 - En cours)
- P.As. : Kaze to Tomo ni Kitarinu (2021 - En cours)
- Sanda (2021 - 2024)

## Livres éducatifs
- Bokura no nyūmon hyakka (ぼくらの入門百科?) - à partir de 1956